# 槽鳄龙属
槽鳄龙（学名：Sulcusuchus）是蛇颈龙目双臼椎龙科的一个属，来自坎帕阶晚期至马斯特里赫特阶早期的阿根廷。

## 描述
模式种艾氏槽鳄龙（Sulcusuchus erraini）由祖玛·布兰多尼·德·加斯帕里尼和路易斯·斯帕莱蒂于1990年命名。其最初被视为一种森林鳄科的鳄鱼，因此被取了“沟槽鳄鱼”这样的属名。正模标本MPEF 650发现于内格罗河省雅科巴奇晚坎帕阶殖民地组的一层。标本由一块长约半米的左下颌骨后段碎片及相关颅骨的颌骨关节髁突、脑壳下部、腭后部和吻部中段碎片组成。下颌骨外侧具有牙槽，对鳄鱼而言非常特殊。下颌骨及翼骨拥有可能容纳电敏感器官的沟槽。吻部很长且翼骨融合。